# Trine Bentzen (regatista)
Trine Bentzen es una deportista danesa que compitió en vela en la clase Europe. Ganó una medalla de plata en el Campeonato Mundial de Europe de 2021.

## Palmarés internacional
| Campeonato Mundial | Campeonato Mundial | Campeonato Mundial | Campeonato Mundial |
| Año                | Lugar              | Medalla            | Clase              |
| ------------------ | ------------------ | ------------------ | ------------------ |
| 2021               | Råå (Suecia)       | Medalla de plata   | Europe             |